# تيمز (مغنية)
تيمز هي مغنية نيجيرية ولدت في 11 يونيو 1995.